# Les Morutiers
Pour plus de détails, voir Fiche technique et Distribution.
Les Morutiers est un film documentaire français réalisé par Jean-Daniel Pollet et sorti en 1966. 

## Synopsis
La vie et le travail des marins qui pêchent la morue au large de Terre-Neuve et du Groenland.

## Fiche technique
- Titre : Les Morutiers
- Réalisation : Jean-Daniel Pollet
- Scénario : Étienne Lalou et Jean-Daniel Pollet
- Photographie : Yann Le Masson
- Son : Jean Baronnet
- Montage : Néna Baratier et Jean-Daniel Pollet
- Production : Régie française de cinéma
- Pays d'origine :  France
- Genre : documentaire
- Durée : 20 minutes
- Dates de sortie : 
  - France :
  - Grèce : 14 novembre 1998[1]

## À propos du film
Commande du syndicat des morutiers, le film avait pour objectif, selon ce syndicat, d'inciter à s'engager dans la profession. « Il m'était moralement impossible de faire cela », rappelle Jean-Daniel Pollet qui ajoute : « C'est l'usine Renault en pire ! ».